# Pokaż mi, pokaż
Pokaż mi, pokaż (ang. Show Me Show Me, 2009-2015) – brytyjski serial dla dzieci produkcji BBC emitowany na kanale BBC CBeebies.

## Fabuła
Krzyś i Pui sprawiają, że różne przedmioty i pomysły nabierają życia w ich magicznym pokoju zabaw.

## Obsada
- Chris Jarvis – Krzyś
- Pui Fan Lee – Pui

## Wersja polska

### Seria pierwsza i druga
W wersji polskiej udział wzięli:
- Katarzyna Pietrzyk – Pui
- Marek Wrona – Krzyś

Przekład: Leszek Sielicki (odc. 1-10, 17-31)

Wersja polska: CABO

### Seria trzecia i czwarta
W rolach głównych wystąpili:
- Wanda Skorny – Pui
- Mateusz Brzeziński – Krzyś

Dialogi i reżyseria: Karolina Kinder

Nagranie i realizacja dźwięku: Marcin Kalinowski

Kierownictwo produkcji: Paweł Żwan

Opracowanie wersji polskiej: STUDIO TERCJA GDAŃSK dla HIPPEIS MEDIA
Lektor tyłówki: Tomasz Przysiężny